# جون راي (لاعب كرة قدم)
جون راي (بالإنجليزية: John Rae)‏ (1912 في المملكة المتحدة - ) هو لاعب كرة قدم بريطاني في مركز الهجوم. لعب مع نادي بريستول سيتي ونادي دمبرتون ونادي كلايد ونادي ستيرلينغشير الشرقية.